# Alchemilla saxetana
Alchemilla saxetana är en rosväxtart som beskrevs av Robert Buser. Alchemilla saxetana ingår i släktet daggkåpor, och familjen rosväxter. Inga underarter finns listade i Catalogue of Life.